# Utrikesråd
Utrikesråd är en chefstjänsteman inom den danska, finska, norska och svenska utrikesförvaltningen.

## Danmark
Danmark använde titeln udenrigsråd från 1945 till 2000-talet, ursprungligen som en beteckning för utrikesministeriets tre avdelningschefer. Begreppet infördes genom 1945 års utrikeslag (danska: Udenrigsloven), efter svensk förebild.
Udenrigsrådens ställning har skiftat över åren, inte minst i samband med de stora organisationsförändringar som gjordes 1972 och antalet utrikesråd utökades kraftigt. I början av 1990-talet stärktes rådens ställning, samtidigt som antalet råd minskades. Från 2000-talet fanns återigen tre udenrigsråd, med ansvar för ministeriets Nordgrupp, Sydgrupp respektive Danmarks Eksportråd.

## Finland
I Finland är utrikesråd (finska: ulkoasiainneuvos) en kvalifikation för tjänstemän som ger behörighet att utses till chefsbefattningar inom utrikesförvaltningen. Utrikesråd utses av Statsrådet. Den finska användningen av begreppet avviker från övriga nordiska länders, då utrikesråd inte ingår i utrikesministeriets högsta tjänstemannaledning.
| Kategori                                               | Befattningar | Reglering                                            |
| ------------------------------------------------------ | --- | ---------------------------------------------------- |
| utrikesråd                                             | chef för ambassad, ständig representation, särskild representation, generalkonsulat                                                                  | § 23, Statsrådets förordning om utrikesförvaltningen |
| utrikesråd och ambassadråd                             | chef för legation, ledande tjänsteman vid ambassad                                                                                                   | § 23, Statsrådets förordning om utrikesförvaltningen |
| utrikesråd och specialtjänsteman som varit enhetschef. | avdelningschef, biträdande avdelningschef, rättschef, konsulär chef, protokollchef, biträdande protokollchef och inspektör inom utrikesförvaltningen | § 6, Statsrådets förordning om utrikesministeriet    |

## Norge
Norges utrikesdepartement leds av utrikesministern, tillsammans med övriga ministrar i departementet. I den politiska ledningen ingår även statssekreterarna och politiska rådgivare.
Tjänstemannaledningen utgörs av utenriksrådet, som är den högsta chefstjänstemannen, två assisterande utenriksråd och expeditionscheferna. De är samtliga tjänstemän anställda vid departementet, och inte tillsatta på politiska meriter. Expeditionscheferna är departementets avdelningschefer.
Under unionstiden saknade Norge egen utrikesförvaltning och utrikesdepartementet fanns i Stockholm under den svenska regeringen. Efter unionsupplösningen 1905 behövde Norge bygga upp en egen utrikesförvaltning. Verksamheten leddes till en början av Primus inter pares, det vill säga den främste bland jämlikar bland tjänstemännen. Utenrikskommisjonen, som utredde den nya utrikesförvaltningen föreslog i början av 1920-talet att ett utenriksråd skulle inrättas och få rollen som förvaltningschef. Det första utenriksrådet tillträdde 1922.
I samband med att det särskilda departementet för utvecklingshjälp slogs samman med utrikesdepartementet 1990, inrättades ett assisterande utenriksråd för biståndsfrågor.

## Sverige
Utrikesdepartementet (UD) leds av statsrådet och chefen för Utrikesdepartementet, till vardags kallad utrikesministern. Departementets politiska ledning utgörs utöver utrikesministern av övriga statsråd i departementet, kabinettssekreteraren och statssekreterarna. Till sin hjälp har de en stab, som exempelvis kan bestå av politiskt sakkunniga, pressekreterare och assistenter.
Tjänstemannaledningen utgörs av de fyra utrikesråden, expeditionschefen och rättschefen. Utrikesråden är alltså tjänstemän anställda vid departementet, och inte tillsatta på politiska meriter. De har var sitt ansvarsområde, vanligen politiska frågor, handelsfrågor och internationellt utvecklingssamarbete. 
Kabinettssekreteraren, statssekreterarna, utrikesråden, expeditionschefen och rättschefen utgör tillsammans chefstjänstemännen vid departementet.
Utrikesråden tillkom först 1930 som titel för avdelningscheferna på UD. Avdelningschefen Erik Boheman föreslog för kabinettssekreterare Einar Hennings att titeln kabinettsråd skulle användas, men förslaget avfärdades.[källa behövs]
Från 1995 omorganiserades Utrikesdepartementet, de olika avdelningarna avskaffades till förmån för en deskindelning. Utrikesråden kvarstod dock, men med en friare ställning inom UD. I samband med en departementsreform 2023 återinfördes avdelningar, nu sex till antalet varav fyra leds av utrikesråd. Dessa fyra är Euroatlantiska och säkerhetspolitiska avdelningen, Globala avdelningen, Avdelningen för handel och främjande samt Avdelningen för internationell utveckling.
Det har periodvis funnits ytterligare utrikesråd, till exempel för migrationsfrågor (sakområdet överfördes 2007 till Justitiedepartementet), för konsulära frågor (kort tid efter Tsunamikatastrofen) och för Europafrågor.[källa behövs]

## Lista över svenska utrikesråd

### Utrikesråd för politiska frågor
Listan är ofullständig.
- Hans Gustaf Beck-Friis 1931-
- Staffan Söderblom 1938-1943
- Eric von Post 1944-
- Sven Grafström 1945-1948
- Sven Dahlman 1948-1952
- Gunnar Jarring 1952-1956
- Sverker Åström 1956-1963
- Wilhelm Wachtmeister 1968-1974
- Leif Leifland 1975-1977
- Peter Osvald 1990-1992
- Björn Skala 1992-1995
- Sven-Olof Petersson 2000-2002
- Anders Lidén 2002-2004
- Olof Skoog 2004-2007
- Björn Lyrvall 2007-2013
- Torbjörn Sohlström 2013-2015
- Anna-Karin Eneström 2015-2019
- Elinor Hammarskjöld 2019-2022
- Torbjörn Sohlström 2023– (Euroatlantiska och säkerhetspolitiska avdelningen)
- Dag Juhlin-Dannfelt 2023– (Globala avdelningen)

### Utrikesråd för handelsfrågor
Listan är ofullständig.
- Rolf R:son Sohlman 1944-1945
- Leif Belfrage 1949-1953
- Hubert de Besche 1953-1956
- Erik von Sydow 1959-1963
- Carl De Geer 1970-1972
- Lennart Rydfors 1972-1973
- Stig Brattström 1976-
- Lars-Olof Lindgren 2002-2004
- Anders Ahnlid 2005-2011
- Eva Walder 2011-2016
- Karin Olofsdotter 2016-2017
- Teppo Tauriainen 2017-
- Per-Arne Hjelmborn 2019–

### Utrikesråd för internationellt utvecklingssamarbete
Listan är ofullständig.
- Ruth Jacoby 2002–2006
- Jan Knutsson 2006–2010
- Ann-Sofie Nilsson (tf) 2010–2011
- Johan Borgstam 2011–2012
- Ann-Sofie Nilsson 2012–2014
- Cecilia Björner 2014–2016
- Johannes Oljelund 2016–2021
- Helen Eduards 2021–